# 闽江达氏吸虫
闽江达氏吸虫（学名：Dietziella minjiana）为棘口科达氏属的动物。在中国大陆，分布于福建的邵武、顺昌、仙游等地，营寄生生活，宿主瓦氏黄颡鱼以及寄生于肠。